# Autoritat Portuària d'Israel
La Autoritat de Ports i Ferrocarrils d'Israel (en hebreu: רשות הספנות והנמלים) és l'agència governamental que controla i gestiona els ports marítims israelians de Haifa, Asdod i Elat, i gestiona la xarxa de ferrocarrils israelians. Les funcions de l'autoritat portuària són planificar, construir, desenvolupar, administrar, mantenir i operar els ports i els ferrocarrils. La llei estipula que l'autoritat ha d'administrar els ports i els ferrocarrils com empreses comercialment viables. la llei també especifica aquelles qüestions que requereixen l'aprovació del Govern: els pressupostos, els canvis en els preus, etc.
L'actual director de l'Autoritat de Ports i Ferrocarrils d'Israel és Amos Ron.